# لين وايتهاوس
لين وايتهاوس (بالإنجليزية: Len Whitehouse)‏ هو لاعب كرة قاعدة أمريكي، ولد في 10 سبتمبر 1957.

## وصلات خارجية
- لين وايتهاوس على موقعبيزبول رفرنس.كوم (الدوري الرئيسي) (الإنجليزية)